# علجاناوات
علجاناوات (الاسم العلمي: Arundinarieae)، قبيلة نباتات خيزرانية من فصيلة النجيلية تشتمل على قُبَيِّلة واحدة، علجاناواتية (Arundinariinae)، و31 جنسًا. يوجد هذه الخيزران في المناطق ذات المناخ الدافئ المعتدل في جنوب شرق أمريكا الشمالية، وإفريقيا جنوب الصحراء، وجنوب آسيا وشرق آسيا. تشكل القبيلة سلالة مستقلة عن الخيزران الخشبي الاستوائي (الخيزراناوات) والخيزران العشبي الاستوائي (Olyreae).

## الأجناس
- Acidosasa
- Ampelocalamus
- علجان
- Bashania
- Bergbambos
- Chimonobambusa
- Chimonocalamus
- Drepanostachyum
- Fargesia
- Ferrocalamus
- Gaoligongshania
- Gelidocalamus
- Himalayacalamus
- Indocalamus
- Indosasa
- Kuruna
- Oldeania
- Oligostachyum
- سنبلي الورق
- Pleioblastus
- Pseudosasa
- Sarocalamus
- Sasa
- Sasaella
- Sasamorpha
- Semiarundinaria
- Shibataea
- Sinobambusa
- Thamnocalamus
- فيتناموكالاموس (نبات)
- Yushania